# Boo (Suecia)
Boo es una ciudad situada en la isla de Värmdö en el archipiélago sueco de Estocolmo. Desde una perspectiva administrativa se encuentra en el municipio de Nacka y en la provincia de Estocolmo. Tenía una población de 24 052 habitantes en 2010.

## Historia
Boo era un municipio independiente hasta 1970. En 1971 se integró en el municipio de Nacka.